# スティーヴン・アスムッセン
スティーヴン・アスムッセン（Steven S. Asmussen、1965年11月18日 - ）は、テキサス州およびケンタッキー州を中心に活動するサラブレッド・クォーターホース競馬の調教師である。2004年にアメリカの調教師による年間最多勝利記録を、2021年には北米歴代最多勝記録を塗り替えた。主な管理馬にカーリンやレイチェルアレクサンドラなどがいる。

## 来歴
アメリカ合衆国サウスダコタ州ゲティズバーグの出身である。両親のキース・アスムッセンとマリリン・アスムッセンも調教師、兄のキャッシュ・アスムッセンは騎手という、根っからの競馬関係者の一族であった。
16歳のときにニューメキシコ州で騎手としてデビューし、3年ほどニューヨーク州で活動していたが、身長と体重が増えてきたことから廃業している。そして1986年よりニューメキシコ州でサラブレッドとクォーターホースの調教師を始め、同年早くも初勝利を挙げている。特にサラブレッド競馬での成績が顕著で、2002年には407勝を挙げて同年の調教師リーディングを獲得している。また2004年には年間555勝を挙げ、ジャック・ヴァン・バーグ調教師の年間最多勝記録であった496勝の記録を塗り替えた。
アスムッセンの代表的な管理馬として名の挙がる馬がカーリンで、2007年にプリークネスステークスとブリーダーズカップ・クラシックを制したほか、2008年にはドバイワールドカップの優勝するなど活躍した。2008年にはアスムッセンは再び最多勝利記録を更新し、その数字を622に伸ばした。同年はエクリプス賞の最優秀調教師部門にも選出されている。
2009年、ケンタッキーオークス勝ち馬である牝馬のレイチェルアレクサンドラがアスムッセンの厩舎に移籍し、牡馬クラシックのプリークネスステークスへと出走が表明された。アスムッセンは同馬でプリークネスステークスを制すると、以後もマザーグースステークスやハスケルインビテーショナルハンデキャップなどで勝鞍を挙げた。同年には前年の記録を超える623勝を挙げ、連年で最多勝およびエクリプス賞最優秀調教師を獲得している。
2020年は2歳馬ジャッキーズウォリアーで米G1・ホープフルステークス、シャンパンステークスを勝利するなど6つのGⅠを含む重賞17勝、更に北米では史上2人目となる通算9,000勝を達成し、勝利数422・獲得賞金2020万ドルで両部門の北米リーディングを獲得した。
2021年8月7日、サラトガ競馬場で行われた未勝利戦に勝利して通算9446勝目を挙げ、デイル・ベアードが持つ北米歴代最多勝記録を塗り替えた。
最多勝は2002年、2004年、2005年、2007年 - 2011年、2013年、2020年の10回、最多賞金は2008年、2009年、2020年の3回獲得している。

## 主な管理馬
- ドリームズギャロー / Dreams Gallore（1999年マザーグースステークス）
- レイディータック / Lady Tak（2003年テストステークス、2004年バレリーナステークス）
- キュヴィー / Cuvee（2003年フューチュリティステークス）
- サマーリー / Summerly（2005年ケンタッキーオークス）
- プライヴィットヴァウ / Private Vow（2005年フューチュリティステークス）
- カーリン / Curlin（2007年プリークネスステークス、ジョッキークラブゴールドカップ、ブリーダーズカップクラシック）
- スチューデントカウンシル / Student Council（2007年パシフィッククラシック）
- レイチェルアレクサンドラ / Rachel Alexandra（2009年プリークネスステークス、マザーグースステークス、ハスケルインビテーショナルハンデキャップ）[3]
- ジャッキーズウォリアー / Jackie's Warrior（2020年ホープフルステークス、シャンパンステークス）[4]